# Félicien Courbet
Félicien Courbet (ur. 25 lutego 1888 w Ixelles, zm. 20 grudnia 1967 tamże) – belgijski pływak i waterpolista z początków XX wieku, medalista igrzysk olimpijskich, rekordzista świata.
Jako dwudziestolatek wystartował na IV Letnich Igrzysk Olimpijskich w Londynie w 1908 roku. Wziął udział w wyścigu na 200 metrów stylem klasycznym. W eliminacjach płynął w wyścigu numer siedem, który wygrał z czasem 3:16,4 i awansował do półfinałów. W drugim półfinale zajął ostatnie, czwarte miejsce (czas nieznany) i odpadł z dalszej rywalizacji.
2 października 1910 roku w belgijskim Schaerbeek ustanowił rekord świata na 200 metrów stylem klasycznym. Wynosił on 3:00,8 i był aktualny do 28 lipca 1914 roku.
Podczas V Letnich Igrzysk Olimpijskich w Sztokholmie w 1912 roku wystartował w dwóch konkurencjach pływackich. Na dystansie 200 metrów stylem klasycznym, w którym jako rekordzista świata był jednym z faworytów do złota, wystartował w piątym wyścigu eliminacyjnym, który z czasem 3:12,6 wygrał i awansował do półfinału. Tam, w drugim półfinale, zajął piąte miejsce z czasem 3:11,6 i odpadł z dalszej rywalizacji. Na dystansie 400 metrów stylem klasycznym zajął drugie miejsce w trzecim wyścigu eliminacyjnym, z czasem 6:52,6 i awansował do fazy półfinałowej. Tam, w pierwszym półfinale, zajął czwarte niepremiowane awansem miejsce z czasem 6:59,8. Courbet wziął także udział w turnieju piłki wodnej mężczyzn. Wraz z belgijską reprezentacją wywalczył brązowy medal.
Osiem lat później, podczas VII Letnich Igrzysk Olimpijskich w Antwerpii wystartował w dwóch konkurencjach pływackich. Zarówno na 200, jak i na 400 metrów stylem klasycznym odpadł w fazie eliminacyjnej.